# Idaho Spud
Idaho Spud (['aɪdəhəu spʌd], Айдахская картофелина) — батончик с начинкой из маршмэллоу и ароматизированного какао, покрытый шоколадной оболочкой с кокосовой стружкой. Несмотря на название, в нём отсутствуют ингредиенты из картофеля. По своей форме, однако, он напоминает картофельный клубень. Производство батончиков было запущено в 1918 году. Согласно информации с сайта компании Idaho Candy Company, производящей батончики, Idaho Spud входит в сотню самых популярных батончиков на северо-западе США и является ведущим брендом компании. В книге «Candyfreak: a journey through the chocolate underbelly of America» (рус. Помешанный на конфетах: путешествие по шоколадному подбрюшью Америки) батончик упоминается в качестве примера успешного кондитерского бренда, принадлежащего небольшой компании.
Информация о питательных веществах в одном батончике:
| Показатель | Количество | % от дневной нормы |
| ---------- | ---------- | ------------------ |
| Жиры       | 6 гр       | 9                  |
| Холестерин | 0 мг       | 0                  |
| Натрий     | 5 мг       | 0                  |
| Углеводы   | 29 гр      | 10                 |
| Белки      | < 1 гр     |                    |

Калорийность одного батончика — 160 кКал, вес — до 42 граммов.